# UFC Fight Night: Hall vs. Silva
UFC Fight Night: Hall vs. Silva (även UFC Fight Night 181, UFC on ESPN+ 39 och UFC Vegas 12) var en MMA-gala anordnad av UFC. Den ägde rum 31 oktober 2020 på UFC APEX i Las Vegas, NV, USA.

## Bakgrund
Huvudmatchen var en mellanviktsmatch mellan före detta mellanviktsmästaren Anderson Silva och Uriah Hall. De två skulle ursprungligen mötts vid UFC 198 i maj 2016, men Silva var då tvungen att dra sig ur på grund av akut gallblåseinflammation som krävde att Silva underkastade sig en kolecystektomioperation.

## Ändringar
Raulian Paiva var tänkt att möta Amir Albazi i flugvikt, men Paiva drog sig ur matchen på grund av en knäskada. Ny motståndare för Albazi blev istället Zhalgas Zhumagulov som möter honom vid UFC Fight Night 184 den 28 november.

## Resultat

### Bonusar
Följande MMA-utövare fick bonusar om 50 000 USD vardera:
- Fight of the Night: Ingen utdelad
- Performance of the Night: Kevin Holland, Alexander Hernandez, Adrian Yanez och Miles Johns